# Vocal (canción)
«Vocal» es el título de la canción del dúo británico Pet Shop Boys. Fue lanzado el 3 de junio de 2013 como el segundo sencillo de su álbum Electric. Contó con la producción de Stuart Price, más conocido por su alias Jacques Lu Cont. Alcanzó el número 3 del Hot Dance Club Songs de la revista Billboard.

## Antecedentes
La canción fue compuesta durante el proceso de grabación del álbum Elysium, editado en 2012. Fue una de las primeras canciones compuestas para el álbum. Sin embargo, la pista, no fue incluida en la grabación porque no se ajustaba al resto del material señalado como "sombrío" y "reflectante". Decidieron grabarla para la inclusión en Electric y fue lanzado como primer sencillo oficial del álbum.

## Video musical
El video fue dirigido y producido por el fotógrafo Joost Vandeburg y tuvo su estreno el 18 de julio de 2013.  Es un homenaje a la cultura rave y la música electrónica. Consiste en una recopilación de varios videos grabados por aficionados durante el verano de 1989. Algunas de esas escenas fueron tomadas de la discoteca The Haçienda de Mánchester.

## Lista de canciones
| Descarga digital / Sencillo en CD |                                          |          |  |
| N.º                               | Título                                   | Duración |  |
| 1.                                | «Vocal (Album Mix)»                      | 6:34     |  |
| 2.                                | «Vocal (Rektchordz Dub)»                 | 6:37     |  |
| 3.                                | «Vocal (Armageddon Turk Teargas Mix)»    | 6:44     |  |
| 4.                                | «Vocal (The Cucarachas Mix)»             | 8:06     |  |
| 5.                                | «Vocal (JRMX Club Mix)»                  | 7:59     |  |
| 6.                                | «Vocal (Iván Gómez & Nacho Chapado Mix)» | 7:49     |  |
| 7.                                | «Vocal (Rektchordz Mix)»                 | 6:40     |  |
| 8.                                | «Vocal (Wawa Extended Mix)»              | 6:57     |  |
| 9.                                | «Vocal (The Cucarachas Dub)»             | 7:53     |  |

| Descarga digital (Flashmob Remix) |                                 |          |  |
| N.º                               | Título                          | Duración |  |
| 1.                                | «Vocal (Flashmob Remix)»        | 7:38     |  |
| 2.                                | «Vocal (Flashmob Instrumental)» | 7:39     |  |

## Posicionamiento en listas
| Lista (2013)                                | Mejor posición |
| ------------------------------------------- | -------------- |
| Bélgica (Flandes) (Ultratip Bubbling Under) | 58             |
| Francia (SNEP)                              | 196            |
| Estados Unidos (Hot Dance Club Songs)       | 3              |
| Japón (Japan Hot 100)                       | 63             |